# Aphrodita
Aphrodita es un género de anélidos poliquetos de la familia Aphroditidae.

## Especies
Especies reconocidas por el Registro Mundial de Especies Marinas:
- Aphrodita abyssalis Kirkegaard, 1996
- Aphrodita aculeata Linnaeus, 1758
- Aphrodita acuminata Ehlers, 1887
- Aphrodita alta Kinberg, 1856
- Aphrodita annulata Pennant, 1777
- Aphrodita aphroditoides (McIntosh, 1885)
- Aphrodita armifera Moore, 1910
- Aphrodita audouini Castelnau, 1842
- Aphrodita australis Baird, 1865
- Aphrodita bamarookis Hutchings & McRae, 1993
- Aphrodita bisetosa Rozbaczylo & Canahuire, 2000
- Aphrodita brevitentaculata Essenberg, 1917
- Aphrodita californica Essenberg, 1917
- Aphrodita clavigera Freminville, 1812
- Aphrodita daiyumaruae Imajima, 2005
- Aphrodita decipiens (Horst, 1916)
- Aphrodita defendens Chamberlin, 1919
- Aphrodita diplops Fauchald, 1977
- Aphrodita echidna Quatrefages, 1866
- Aphrodita elliptica
- Aphrodita falcifera Hartman, 1939
- Aphrodita goolmarris Hutchings & McRae, 1993
- Aphrodita hoptakero Otto in Audouin & Milne Edwards, 1832
- Aphrodita japonica Marenzeller, 1879
- Aphrodita kulmaris Hutchings & McRae, 1993
- Aphrodita limosa (Horst, 1916)
- Aphrodita longicornis Kinberg, 1855
- Aphrodita longipalpa Essenberg, 1917
- Aphrodita macroculata Imajima, 2001
- Aphrodita magellanica Malard, 1891
- Aphrodita malayana (Horst, 1916)
- Aphrodita malkaris Hutchings & McRae, 1993
- Aphrodita maorica Benham, 1900
- Aphrodita marombis Hutchings & McRae, 1993
- Aphrodita mexicana Kudenov, 1975
- Aphrodita modesta Quatrefages, 1866
- Aphrodita negligens Moore, 1905
- Aphrodita nipponensis Imajima, 2003
- Aphrodita obtecta Ehlers, 1887
- Aphrodita parva Moore, 1905
- Aphrodita perarmata Roule, 1898
- Aphrodita refulgida Moore, 1910
- Aphrodita rossi Knox & Cameron, 1998
- Aphrodita roulei Horst, 1917
- Aphrodita scolopendra Bruguière, 1789
- Aphrodita sericea Castelnau, 1842
- Aphrodita sibogae (Horst, 1916)
- Aphrodita sondaica Grube, 1875
- Aphrodita sonorae Kudenov, 1975
- Aphrodita talpa Quatrefages, 1866
- Aphrodita terraereginae Haswell, 1883
- Aphrodita tosaensis Imajima, 2001
- Aphrodita watasei Izuka, 1912